# Dichomeris diva
Dichomeris diva is een vlinder uit de familie van de tastermotten (Gelechiidae). De wetenschappelijke naam van de soort is voor het eerst geldig gepubliceerd in 1986 door Hodges.

## Type
- holotype: "male, 29-30.VII.1964, D.R. Davis, USNM Genitalia Slide No. 9114"
- instituut: USNM
- typelocatie: "USA, Arizona, Santa Cruz County"[3]